# 加瀬聡
加瀬 聡（かせ さとし、1975年6月7日- ）は、日本の映画監督である。

## 来歴
千葉県館山市出身。 同市の小学校、中学校を卒業後、木更津市の高校へ入学。木更津の友人たちの影響でパンク・ロック・バンドを始め、18歳で上京後も美容専門学校に通いながら、バンド活動を続ける。 
その後、美容室へ就職するもバンド活動と並行して苦しくなり、フリーター等多岐の職業を経験しながら人生を模索する。 その最中、『映画』という存在に目を向けるようになる。日本映画学校（現・日本映画大学）へ入学。 
卒業後、フリーランスの映画助監督として、成島出、犬童一心、根岸吉太郎、降旗康男監督らのもとで演出を学ぶ。 2011年、自身が青春時代を過ごした木更津市を舞台とした長編処女作「SPINNING KITE」が、SKIPシティ国際Dシネマ映画祭で、国際長編コンペティションにノミネートされる。 これを皮切りに、世界15の独立系映画祭、映画賞でノミネートと受賞を果たし、2013年に劇場公開される。 
以降、文化庁委託事業「ndjc：若手映画作家育成プロジェクト2014」に選出され『もちつきラプソディ』を撮るなどコンスタントに短編を監督する。

## 監督作品
- 長編
  - SPINNING KITE （2013年5月18日公開、配給：ネイキッド・パグポイント）
- 短編
  - 埼玉家族 （2013年10月12日公開、配給：松竹）
  - 武の国・その美しさと強さ（2014年2月8日公開、製作：埼玉県）
  - もちつきラプソディ（2015年3月14日公開、制作：角川大映スタジオ、配給：VIPO）
  - スクラップスクラッパー（2016年12月10日公開）
  - 婿入金魚（2017年12月27日発売、ユニバーサルミュージック）HKT48のアルバム収録、映像特典「東映Presents HKT48×48人の映画監督たち」
- テレビドラマ
  - ゼブラ（2019年2月21日放送開始、制作：CBCテレビ）

## 受賞歴
SPINNING KITE
- SKIPシティ国際Dシネマ映画祭2011-国際長編コンペティションノミネート
- Canada International Film Festival 2012-Award of Excellence （優秀作品賞）受賞
- 21st Arizona International Film Festival-Best Foreign Feature （最優秀外国語作品賞）受賞
- Riverside International Film Festival-Official Selection（公式上映）
- MEXICO INTERNATIONAL FILM FESTIVAL AND AWARDS-Golden Palm Winners（パルムドール金賞）受賞
- Los Angeles Movie Awards-Honorable Mention（佳作）受賞
- ALASKA INTERNATIONAL FILM AWARDS-Denali Awards（デナリ賞）受賞
- Marbella International Film Festival-Official Selection（公式上映）
- Golden Door International Film Festival of Jersey City-Official Selection（公式上映）
- 2012 Oregon Film Awards - Gold Awards（金賞）受賞
- California Film Awards-Diamond Awards（ダイアモンド賞）受賞
- LUMS International Film Festival-Official Selection（公式上映）
- Pineapple Underground Film Festival 菠蘿電影節 at Experimenta（公式上映）
- 第28回高崎映画祭-若手監督の現在部門上映
- Japan Filmfest Hamburg -Official Selection（公式上映）